# Bonetogastrura subterranea
Bonetogastrura subterranea is een springstaartensoort uit de familie van de Hypogastruridae. De wetenschappelijke naam van de soort is voor het eerst geldig gepubliceerd in 1906 door Carl.